# Kierberg (stacja kolejowa)
Kierberg – stacja kolejowa w Brühl, w dzielnicy Kierberg, w kraju związkowym Nadrenia Północna-Westfalia, w Niemczech. Znajduje się tu 1 peron.